# Југословени у Октобарској револуцији
У Великој октобарској социјалистичкој револуцији и Руском грађанском рату учествовало је око 30.000 Југословена.
Припадници југословенских народа су на разне начине доспели у Русију. Највише је било ратних заробљеника или оних који су се и сами предали Русима, не желећи да се боре у редовима војске Аустроугарске. Било је Југословена који су још раније отишли на рад у Русију или студирали на појединим факултетима.
Југословени који су се у то време нашли у Русији разликовали су се и по социјалном пореклу и политичкој припадности. Већином су то били земљорадници - преко 80%, али било је радника и занатлија, а такође и официра и подофицира. Један мали део њих, и раније је припадао радничким организацијама, као активни чланови синдиката и социјалдемократских партија које су у појединим земљама Југославије постојале већ две-три деценије пре почетка Првог светског рата. Из таквих средина регрутовали су се активни учесници револуције. Учешће Југословена је забележено и у јуришу на Зимски дворац, 7. новембра 1917, којим је означена победа Октобарске социјалистичке револуције. Потом су се они појавили и у многобројним одредима Црвене гарде, односно касније Црвене армије, било да су формирали самосталне интернационалне батаљоне и одреде, све до пукова, било да су се борили заједно са припадницима других националности. Запажено је и њихово учешће на разним фронтовима борбе. Нарочито их је велики број био у Украјини и јужној Русији, затим у Поволожју, па све даље, у борбама на Уралу, у западном Сибиру и на Далеком истоку.
Многи октобарци су се враћали у управо образовану Краљевину Срба, Хрвата и Словенаца у којој су идеје Лењина и Октобарске револуције после 1920. године биле забрањене. Истакнути октобарци су одмах након повратка били евидентирани, а истакнутији прогоњени и хапшени. Због тога су многи октобарци повратници били приморани да се врате натраг у СССР и тамо наставе живот као политички емигранти.

## Организовање Југословена
Прикупљање и организовање Југословена у Русији почело је још пре Октобарске револуције, одмах после избијања фебруарско-мартовске револуције. Томе је допринела посебна околност што се у то време на тлу Русије образовао тзв. Југословенски добровољачки корпус, који је, на захтев српске владе, требало да окупи многобројне припаднике југословенских народа, формира их у војне јединице и омогући њихово пребацивање на поједине фронтове, како би учествовали у директним борбама за ослобођење југословенских земаља. Овај корпус је био састављен већином од Срба из крајева који су припадали Аустроугарској, затим од Хрвата и Словенаца.
Један део бораца корпуса, углавном социјално оријентисаних, се с пролећа 1917. године побунио и издвојио. После издвајања почели се самостално организовти, повлачећи за собом велики део људства. Поред појединих резервних официра, истакнуту улогу у организовању Југословна имали су подофицири и борци, раније припадници социјалистичких партија, који су се већ у току рата повезивали с бољшевицима и са другим револуционарним групама у Русији.

## Југословенска комунистичка група
После победе Октобарске револуције одржан је у Москви, у пролеће 1918, конгрес аустроугарских заробљеника. Конгрес је значајан по томе што је то био први конгрес после Октобарске револуције чији је иницијатор био сам Лењин. У припреми и организацији конгреса највише су били ангажовани од стране Маџара Бела Кун, а од стране Југословена др Вукашин Марковић. Конгресу је присуствовало око 500 људи. На конгресу је, поред осталих, говорио и др Вукашин Марковић. Он је говорио о потреби стварања организације аустроугарских заробљеника који ће, када се врате у своју земљу, бити способни да изврше револуционарне задатке по узору на бољшевике.
Конгрес је донео резолуцију о стварању Федерације иностраних група при РКП(б), унутар које је формирана и Југословенска комунистичка група. Њено су руководство сачињавали: др Вукашин Марковић, Драгутин Година, Иван Ференчак, Иван Матузовић, Фрањо Дробни, Владимир Ћопић, Лазар Вукичевић, Лазо Манојловић, Никола Груловић, Никола Ковачевић, Јосип Сорић, Драгутин Видњевић и Милан Бркић. Многи од после су се вратили у Југославију и постали комунистичка језгра новог револуционарног покрета у домовини. На седници ЈКГ од 3. јула 1918, изабран је Вукашин Марковић за председника. Након његовог одласка на фронт, 15. августа 1918. Владимир Ћопић је иманован за помоћника са овластима да руководи групом "у време одсуства друга Вукашина Марковића".

## Југословенска штампа у Русији
Рад на организовању Југословена претпостављао је и велику пропагандну и организационо-политичку активност. Осим непосредног формирања партијских организација и стварања посебних југословенских совјетских органа, значајну улогу у томе одиграли су и листови које су Југословени покретали у Совјетској Русији. Јављали су се под разним називима, као Југославонски револуционар (у Кијеву, почетком 1918), Интернационалист излазио на три језика - немачком, мађарском и српско-хрватском, у редакцији Југословена Лазара Вукичевића, у Царичину, 1918), Револуција, а потом Свјетска револуција, за чије је покретање најзаслужнији др. Вукашин Марковић (излазио у Москви 1918. и 1919), Комуна (у Иркутску, 1920), Црвени барјак, односно "Црвена застава" и "Рдечи прапор" (у Ташкенту, 1920) и неки други. Посебна карактеристика појединих од ових листова је била у оме што су истовремено излазили на три југословенска језика и са три назива, као нпр. Црвени барјак (хрватски, латиницом), затим Црвена застава (српски, ћирилицом) и Рдечи прапор (словеначки).
Ови листови и литература нису растурани само међу југословенским радним људима у Русији него су често пребацивани и у домовину, што је било од посебног значаја, нарочито у време док се још није стабилизовала новоформирана Комунистичка партија Југославије. Тиме је испуњаван још један задатак - да се идеје интернационализма и револуционарно искуство пренесе и у домовину како би се помогао развитак револуционарног покрета.

## Повратак револуционара у домовину
У циљу ширења револуционарног покрета организовани су партијски, политички и војни курсеви, кроз које је прошло близу хиљаду људи пре повратка у домовину. Тих курсева је било више, нарочито током 1920. и 1921. године, а као организатори и предавачи појединих предмета истицали су се Милан Кодрња, др Павле Грегорић, Драгутин Садура, Иван Олром и други.
Поједини учесници Октобарске револуције су користили своје искуство у развитак револуционарног покрета у својој земљи и често су заузимали и истакнута места у руководству КП Југославије. Неки од њих су постали чланови првог Централног комитета КПЈ или су били изабрани за посланике на партијској листи 1920. године, као Владимир Ћопић, Лазар Вукичевић и др, а касније Никола Груловић. Један од учесника Октобарске револуције и члан Југословенске секције Комунистичке партије при Руској комунистичкој партији (бољшевика), био је и Јосип Броз Тито. Део учесника Октобарске револуције наставио је да активно ради све до укључивања у Народноослободилачку борбу, борећи се за победу социјалистичке револуције у Југославији у периоду од 1941. до 1945. године. Иако је број тих људи био релативно мали, њихово учешће је од било од значаја.

## Познатији учесници
- Боривоје Агатоновић (1896 — 1920), члан Српске социјалдемократске партије од 1913. Одступао са српском војском кроз Албанију. Прешао у Румунију, пребегао у Русију и у Одеси ступио у Југословенски добровољачки корпус. Истакнути командант у Црвеној армији (борац у совјетском одеском пуку, инструктор Штаба Црвене армије Кримског полуострва, начелник штаба црноморских морнара, командант Друге козачке стрељачке бригаде Десете армије, начелник штаба те армије, командант Прве бригаде Девете стрељачке дивизије Прве коњичке армије на Јужном фронту, 1919). Под његовим руководством организован Интернационални комунистички пук 1919. у Царичину. Први Југословен кога је совјетска влада одликовала орденом Црвене заставе за храброст 1919. године.
- Густав Барабаш (1889 — 1937), правник. Рођен у Великој Горици. Истакнути командант Црвене армије. Члан Југословенске комунистичке групе од маја 1918. године. Начелник штаба Друге совјетске дивизије почетком 1919. године. Начелник штаба Четврте црвене армије. До 1923. био на важним дужностима у Црвеној армији, затим обављао одговорне послове у Агенцији ТАСС. Нестао у Стаљиновим чисткама.
- Драгутин Видњевић (1891 — 1924), типографски радник. Рођен у Загребу. Члан Југословенске комунистичке групе при РКП(б) од половине 1918. Од септембра 1919. делегат Групе у Извршном комитету Федерације иностраних група. Радио је на издавању пропагандног материјала. Крајем 1920. изабран је у Президијум Централног југословенског бироа у Москви. Умро од туберкулозе у Москви.

- Лазар Вукичевић (1887 — 1941), типограф, новинар и књижар. Рођен у Сомбору. Пре Првог светског рата уредник социјалдемократског листа „Слобода“ у Новом Саду. У Русији је од 1914; половином 1918. у Царичину издаје револуционарни лист „Интернационалист“. Септембра 1918. постаје уредник „Свјетске револуције“ и предсједник Југословенске комунистичке групе. Председник Централног комитета Комунистичке партије Срба, Хрвата и Словенаца. У јануару 1919. долази у Југославију. На Конгресу уједињења изабран је у Централно партијско веће. Учесник у Мађарској револуцији 1919. Убијен у Јајинцима од Гестапоа 1941. године.
- Димитрије Георгијевић (1884 — 1959), радник. Рођен у Ковину. Један од организатора иступања из Југословенске добровољачке дивизије. У Првом југословенском комунистичком пуку био је командир митраљеске чете. Члан РКП(б) постао је септембра 1919. Почетком 1920. радио је као комунистички агитатор у Омску, крајем 1920. и почетком 1921. у Југословенском совјету у Москви. Учесник у шпанском грађанском рату. Године 1944. дошао је са Црвеном армијом у Југославију. После ослобођења био генерал-потпуковник ЈНА.
- Михаило Грбанов (1893 — 1920), типографски радник. Рођен у Панчеву. Од 1915. члан Руске социјалдемократске радничке партије. Борац Првог Југословенског комунистичког пука. Као комунистички агитатор и организатор радио је у Царичину, Мурманску, Самари и Чељабинску. Погинуо је током грађанског рата, септембра 1920, у сукобу са контрареволуционарима око Чељабинска.
- Никола Груловић (1888 — 1959), обућарски радник. Члан Социјалдемократске странке од 1910. године. Почеком Првог светског рата мобилисан у Аустроугарску војску и упућен на Источни фронт. Био је командант Трећег југословенског одреда и политички комесар Југословенског револуционарног пука Црвене армије. Године 1919. се вратио у Југославију и учествовао у револуционарном покрету. Учесник НОБ-а. Носилац Партизанске споменице 1941.
- Фрањо Дробни. Рођен у Осијеку 1889, члан Социјалдемократске странке. Учесник на Конгресу социјалдемократа интернационалиста 1918. у Москви. Истакнути члан Југословенске комунистичке групе при РКП(б) у Москви. Представник Групе у Федерацији иностраних група. Као члан Централног комитета Комунистичке партије Срба, Хрвата и Словенаца упућен на партијски рад у Југославију (децембра 1918). Учествује у покрету вршећи највише курирске дужности. Живио као пензионер у Окучанима. Одлуком Президијума Врховног совјета СССР одликован орденом Лењина 1967. године.
- Алекса Дундић (1896 — 1920), херој октобарске револуције и грађанског рата. Вероватно је био у Југословенском добровољачком корпусу, из кога је иступио. Командант коњичког ескадрона у Првом југословенском комунистичком пуку. Командир при штабу Прве коњичке армије под командом Семојна Буђонија. Борио се под Харковом, Царичином, Вороњежом, Ростовом, на северном Кавказу. Погинуо на Пољском фронту код Ровна јула 1920. године. Дундићево име уписано је на зид Кремља у Москви поред других хероја револуције и грађанског рата, а у Ровну се налази спомен-музеј посвећен Дундићу.
- Милан Кодрња (1893—1946). Рођен у Загребу. Члан РКП(б) од априла 1918. У лето 1919. секретар Југословенске групе при КП Украјине у Кијеву. Почетком 1920. изабран је у Комитет Југословенске групе при РКП(б) у Москви, а касније у Президијум Централног југословенског бироа при ЦК РКП(б). Веома активно је радио у војној комисији Федерације иностраних група. Јула 1921. искључен је из РКП(б). У Совјетском Савезу је остао до краја Другог светског рата, кад је дошао у Југославију. Умро је 1946. у Загребу.
- Никола Ковачевић (1894 — 1979), сарачки радник. Рођен у Дервенти 1894. године. Члан Социјалдемократске странке Босне и Херцеговине. Један од вођа иступања из Југословенске добровољачке дивизије. Био секретар Југословенског револуционарног савеза у Кијеву; члан Југословенске групе при РКП(б). У новембру 1918. упућен у Југославију као секретар Централног комитета Комунистичке партије Срба, Хрвата и Словенаца. Један од организатора комунистичке групе „Пелагић“. Комунистички посланик. Хапшен и прогањан. Учесник у Шпанском грађанском рату.
- Филип Кумбатовић (1885 — 1967). Рођен у Омишљу на Крку. Из Југословенске добровољачке дивизије иступио заједно са Густавом Барабашем. Аугуста 1918. борио се у одреду Црвене армије око Каспијског језера. Касније је постао командант Интернационалног батаљона у Балашову. Члан Југословенске комунистичке групе при РКП(б) постао је маја 1918. Током 1919. радио је у Кијеву као партијски радник. Вратио се у Југославију крајем 1919. године
- Сава Лазић (1892 — 1943). Рођен у селу Лалићу у Бачкој. Један од вођа иступања из Југословенске добровољачке дивизије. Са Божом Бугарским и Јованом Шипошем учествовао у устанку кијевских радника, фебруара 1918. године. Организовао мањи југословенски одред Црвене гарде с којим је ступио у састав Првог Југословенског комунистичког пука. Изабран је за команданта пука. Крајем 1918. упућен је на партијски рад у Југославију. Погинуо у Народноослободилачкој борби 1943. године.
- Станислав Лапајне (1893—1945), правник. Рођен у Словенији. Иступио из Југословенске добровољачке дивизије. Ступио у Црвену армију и постао члан РКП(б). У току Другог светског рата хапшен од Немаца и одведен у логор Дахау, где је и умро.
- Лазар Манојловић (1885 — 1921). Рођен у Новом Саду. Учесник у радничком покрету од 1901. године. Један од организатора иступања из Југословенске добровољачке дивизије. Војник Првог југословенског комунистичког пука, у коме је заједно са Николом Груловићем основао партијску организацију. У јануару 1919. упућен је у Југославију на партијски рад. Помагао је Спасоју Стејићу у организовању атентата на краља Александра. Хапшен, прогањан и убијен од полиције 1921. године.
- Вилок Марион (1883 — 1920), инжењер. Рођен у Јастребарском у Хрватској. У Југословенској добровољачкој дивизији био у чину капетана. Због неслагања са српским официрима прогнан у Сибир. У Иркутску организовао Југословенску комунистичку групу и покренуо лист „Комуна“. Учествовао у организовању интернационалне бригаде у Иркутску, у којој је постао начелник штаба. Умро је од тифуса марта 1920. у Иркутску.
- др. Вукашин Марковић (1874 — 1944), лекар. Члан Руске социјалдемократске радничке партије од 1903. Учесник у револуцији 1905. године. Организатор Југословенске комунистичке групе у Москви и уредник листа „Револуција“ и „Свјетска револуција“. Половином 1918. учествовао у борбама у Казању. Крајем 1918. дошао у сукоб са члановима Комитета Југословенске групе у Москви и био искључен из Групе. Почетком 1921. дошао у Југославију, пропагирао комунизам у Црној Гори и дигао устанак. Ухапшен је, али је побегао из затвора и вратио се у Совјетски Савез. Умро је 1944. године.
- Иван Матузовић (1886 — 1938), пекарски радник. Рођен у Босни. Члан Југословенске комунистичке групе при РКП(б) у Москви. Као комунистички агитатор радио је у Мурманску и Казању. Представник Југословенске групе у војној комисији при Федерацији иностраних група. Члан Централног комитета Комунистичке партије Срба, Хрвата и Словенаца, изабран 1918. Учесник у Мађарској револуцији, командант црвеноармејског батаљона и блиски сарадник Беле Куна. Између два рата живио у Совјетском Савезу, гдје је умро као жртва Стаљинових чистки.
- Илија Милкић (1884—1968) је био један од најпознатијих партијских организатора у време Револуције и Грађанског рата, који је још у Швајцарској, за време Првог светског рата, сарађивао са бољшевицима. Доласком у Русију узео је истакнуто место међу Југословенима да би, нешто касније, у доба стварања Треће интернационале, постао и представник југословенских комуниста у тој организацији.
- Данило Срдић (1896 — 1937). Рођен у Врховинама у Лици. Био је у Југословенском добровољачком корпусу из кога је иступио. У Јекатеринославу је организовао одред од бивших добровољаца и пришао бољшевицима. Из Јекатеринослава је дошао у Царичин и ушао у састав 1. југословенског комунистичког пука као заменик команданта пука Саве Лазића. Одласком Лазића у Југославију постао је командант пука. Члан Југословенске комунистичке групе при РКП(б) постао је децембра 1918. У борбама испољио војне способности и постао истакнути совјетски командант. Одликован орденом Црвене заставе. По завршетку грађанског рата остао у Совјетском Савезу, школовао се и достигао високе чинове у Совјетској армији. Нестао је у Стаљиновим чисткама.
- Спасоје Стејић (1904 — 1943). Био је у Југословенском добровољачком корпусу. Током 1918. боравио је у Самари, једно време као илегални партијски радник. У децембру 1918. упућен у Југославију на партијски рад. Извршио атентат на краља Александра (1921), због чега је осуђен на доживотну робију. Из затвора је побегао 1941. и ступио у партизане. Погинуо је 1943. године на Сутјесци.
- Стојко Ратков. Рођен 1895. у Чуругу. Иступио из Југословенске добровољачке дивизије. Организатор југословенског одреда Црвене гарде у Полтави. Члан РКП(б) од 1918. Као комунистички агитатор радио је у Самари, а у пролеће 1919. у Одеси. У Одеси су га ухапсили контрареволуционари и повели на стрељање, али је он побегао. Вратио се у Југославију половином 1919. Учествовао је у Народноослободилачком рату. Носилац је Партизанске споменице 1941. Живио у Чуругу. Одлуком Президијума Врховног совјета СССР одликован орденом Лењина (1967) поводом 50-годишњице октобарске револуције.
- Максим Чанак (1886 — 1918), пекарски радник. Рођен 1886. у Зрмањи у Лици. Био наредник у Југословенској добровољачкој дивизији и један од вођа иступања војника из те дивизије. Био је председник Југословенског револуционарног савеза у Кијеву (1917). Почетком 1918. организатор југословенских одреда Црвене армије. Са једним таквим одредом бранио прилазе Јекатеринославу (данас Дњепропетровск) и погинуо априла 1918. године.
- Урош Чонкић (1882 — 1918), кројачки радник. Рођен у селу Ботош у Војводини. Један од покретача иступања из Прве српске добровољачке дивизије. Учествовао у борбама у Украјини. Као члан, касније и секретар, Југословенске комунистичке групе радио у Самари све до доласка „белих“ Чеха, када прелази у илегалност. Издат је Чесима у Самари, који су га стрељали 1918. године.
- Емил Чоп (1894 — 1967). Рођен у Сењу у Хрватској. Иступио из Прве српске добровољачке дивизије. Са Јованом Шипошем организовао у Кијеву мањи одред Црвене гарде (1918). На молбу украјинске совјетске владе овај одред је евакуисао вредности Државне банке из Кијева у Самару и Москву. Касније је са Стојком Ратковом организовао Интернационални пук у Самари (1918) чији је био командант. Борио се на петроградском фронту као командант 11. пука (1919). Као члан Југословенске комунистичке групе при РКП(б) крајем 1919. и почетком 1920. радио је као партијски радник у Чељабинску.
- Владимир Ћопић, (1891—1939). Рођен у Сењу. Официр у Првој српској добровољачкој дивизији. Половином 1918. године постао секретар Југословенске комунистичке групе при РКП(б) у Москви. Новембра 1918. постао потпредседник Централног комитета Комунистичке партије Срба, Хрвата и Словенаца у Русији. Крајем 1918. вратио се у Југославију са групом комуниста. На Конгресу уједињења 1919. изабран за техничког секретара, а 1920. у Вуковару за организационог секретара КПЈ. Комунистички посланик. Хапшен и прогањан. Од 1930. радио као инструктор Коминтерне у КП Чехословачке, а од 1934. представник КПЈ у Коминтерни. Борио се у Шпанији 1936, где је био командант 15. интернационалне бригаде "Линколн". Нестао у Стаљиновим чисткама.
- Јован Шипош, лакирерски радник. Рођен у Сомбору 1891. године. Један од организатора иступања из Југословенске добровољачке дивизије. Учесник у устанку кијевских радника фебруара 1918. Из Кијева је прешао у Царичин и са мањим одредом, ушао у састав Првог југословенског комунистичког пука (заједно са Николом Груловићем). У пуку је био секретар партијске организације. У децембру 1918. дошао је у Југославију. Био је члан револуционарне групе „Пелагић"".

Поводом прославе 50-годишњице Велике октобарске социјалистичке револуције, 1967. године, одлуком Президијума Врховног совјета СССР Орденом Лењина су одликовани: Ратко Стојков, Стеван Деспотовић, Стјепан Фајерман и Фрањо Дробни тада једини живи учесници Револуције из Југославије.